# 大凹子
大凹子是一个位于中国江苏省盐城市、扬州市的淡水湖，面积约为3.78平方千米，属于长江区。它的一级流域为淮河流域，二级流域为长江干流水系。